# フアナ・デ・アウストリア
フアナ・デ・アウストリア（西：Juana de Austria, 1535年6月24日 - 1573年9月7日）は、ポルトガル王太子ジョアン・マヌエルの妃で、ポルトガル王セバスティアン1世の母。ポルトガル語名はジョアナ・デ・アウストリア（Joana de Áustria）。

## 生涯
神聖ローマ皇帝カール5世（スペイン王カルロス1世）と妃イザベラの次女として、マドリードで生まれた。兄にスペイン王フェリペ2世、姉にマリア（マクシミリアン2世の皇后）がいる。
兄の亡妻マリア・マヌエラの弟で、父方でも母方でも従弟にあたる3歳年下のポルトガル王太子ジョアン・マヌエル（母の兄ジョアン3世と父の妹カタリナの子）と、1552年に結婚した。1554年に長男セバスティアン（のちのセバスティアン1世）が生まれるが、その18日前にジョアンは16歳で急逝していた。
セバスティアンを出産後しばらくして、フアナは兄フェリペ（当時はアストゥリアス公）からマドリードへ呼び戻された。フェリペがイングランド女王メアリー1世と結婚し、スペインに不在となるため、その間の摂政を命じられたのである（父カール5世はヨーロッパ中を巡っていたため、フェリペにスペインの統治を委ねていた）。フアナはその大役を見事に果たした。
フアナは再婚せず、息子セバスティアンに会うためにポルトガルへ戻ることもなかった。彼女は手紙を折々に息子へ送り、息子からは成長するごとに肖像画が送られた。セバスティアンが11歳の時の肖像画は、現在ラス・デスカルサス・レアレス修道院（フアナが設立した）にある。
1573年、フアナはエル・エスコリアル修道院で亡くなった。

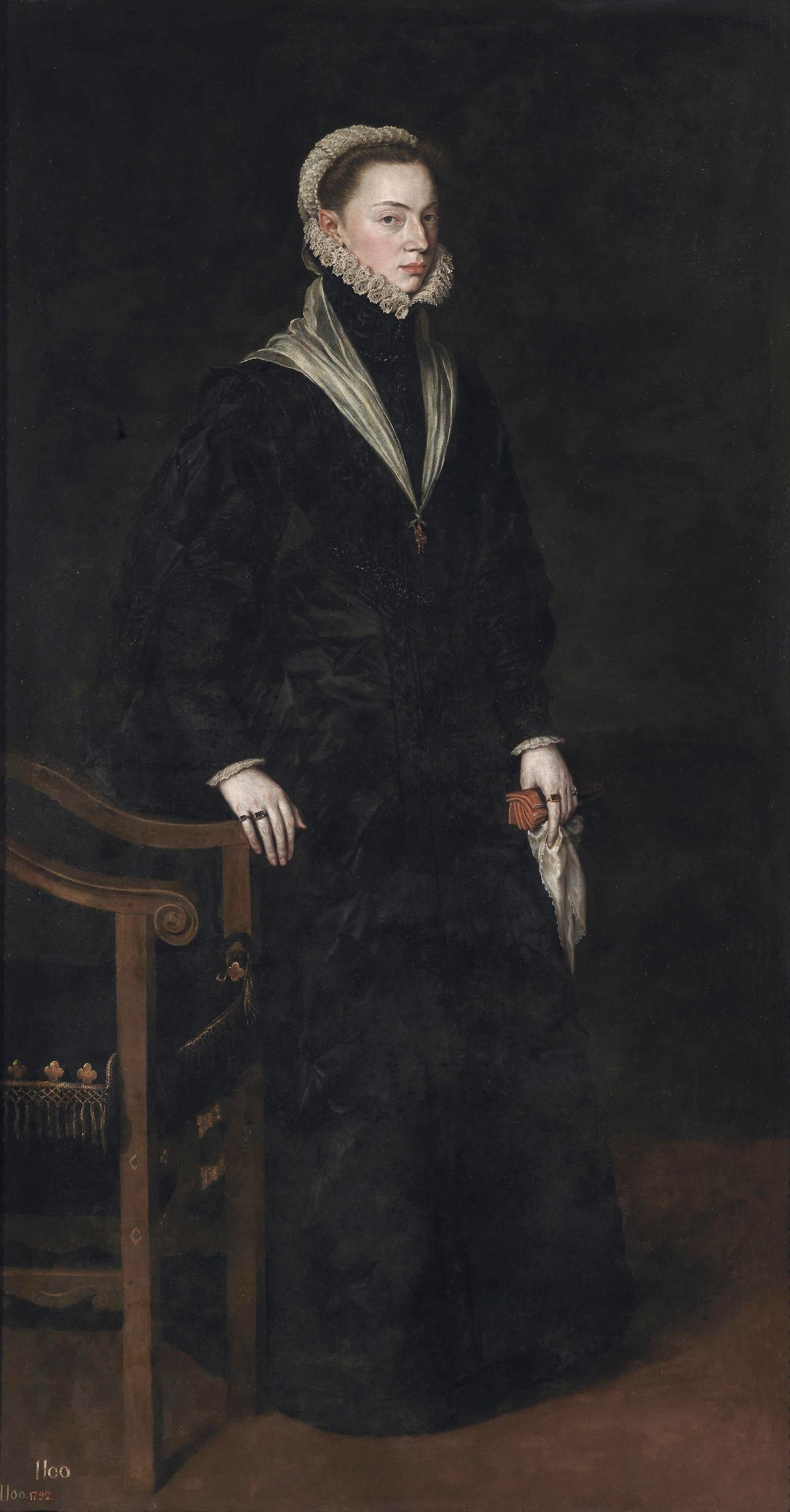
フアナ・デ・アウストリア